# Xã Two Inlets, Quận Becker, Minnesota
Xã Two Inlets (tiếng Anh: Two Inlets Township) là một xã thuộc quận Becker, tiểu bang Minnesota, Hoa Kỳ. Năm 2010, dân số của xã này là 213 người.